# النيباليون في الكويت
النيباليون في الكويت هم المواطنون النيباليون الذين يقطنون في الكويت، بلغ تعدادهم 40 ألف شخص، 33 ألفاً منهم يعملون كعمالة منزلية، جُلهم يقطنون في مُحافظتي الكويت والفروانية.